# 國際原住民族文化創意產業園區
國際原住民族文化創意產業園區是規劃設立於桃園市大園區桃園機場捷運領航站旁的原住民文創園區，基地面積約4.3公頃。園區內將包含桃園流行音樂露天劇場、國際原住民族文化創意產業園區與財團法人原住民族文化事業基金會永久會址。
2019年5月22日，市府新工處公布整體工程的競圖評選由劉培森建築師事務所得標。

## 桃園陽光劇場
桃園陽光劇場面積約2.2公頃，擁有可容納一萬五千人露天草地廣場、地下停車場和辦公廳舍，於2019年12月2日動工,2021年6月竣工，2021年12月啟用。籌畫興建時以桃園流行音樂露天劇場為名，完工後命名為桃園陽光劇場。

## 國際原住民族文化創意產業園區和原民會永久會址
園區預計2020年6月開工，2023年9月完工。園區入口和展區將設置多媒體互動資訊裝置，室內規劃展覽區、主題商店聚落及選品店，規劃邀請藝術家、設計師及專業業師進駐，舉辦手作體驗課程、講座及原民文創商品設計競賽。園區完工後，財團法人原住民族文化事業基金會和原住民族廣播電台總部也將從中國電視大廈五樓遷移至此。